# Запрещено (фильм, 1953)
«Запрещено» (англ. Forbidden) — фильм нуар режиссёра Рудольфа Мате, который вышел на экраны в 1953 году.
Фильм рассказывает о молодом американце Эдди Дэрроу (Тони Кёртис), которого мафиозный главарь Берни Пендлтон направляет в Макао с заданием вернуть оттуда в США свою бывшую возлюбленную Лоренс Мейнард (Джоан Дрю). Эдди выясняет, что Лоренс стала невестой местного преступного авторитета Джастина Кейта (Лайл Беттгер), который владеет популярным в городе игральным клубом. Сблизившись с Джастином, Эдди начинает склонять Лоренс к побегу. Однако, выяснив от неё истинные мотивы Пендлтона, Эдди решает вместе с ней бежать. Благодаря помощи местных спецслужб Эдди в итоге удаётся разоблачить как Пендлтона, так и Джастина.
Фильм имеет определённое сюжетное сходство с такими популярными нуарами, как «Стеклянный ключ» (1942), «Загнанный в угол» (1945), «Гильда» (1946), «Из прошлого» (1947) и некоторыми другими. Фильм имел ограниченный прокат и не привлёк внимания критики.

## Сюжет
Молодой, красивый американец Эдди Дэрроу (Тони Кёртис) прибывает в Макао по заданию филадельфийского гангстера Берни Пендлтона, чтобы найти и вернуть в Америку свою бывшую возлюбленную Кристин Лоренс Мейнард (Джоан Дрю). Берни заплатил Эдди аванс в 10 тысяч долларов, и пообещал ещё 20 тысяч после выполнения задания. Эдди однако не знает, что Пендлтон направил проследить за ним своего подручного Клиффа Чалмера (Марвин Миллер). После заселения в гостиницу Эдди по своим каналам выясняет, что Кристин можно найти в дорогом ночном клубе «Лиссабон», и вечером направляется туда. Когда он приближается к клубу, то оказывается в центре нападения троих вооружённых китайцев на владельца клуба Джастина Кейта (Лайл Беттгер). Эдди вступает с бандитами в ожесточённую драку, заставляя бежать, однако получает лёгкую царапину на руке. Джастин благодарит Эдди за спасение своей жизни, предполагая, что нападавшими были случайные люди, которые скорее всего не имели ничего против него лично, а напали из-за карточного долга в казино. Джастин показывает Эдди свой клуб с шикарным рестораном и казино, после чего вызывает врача, который залечивает Эдди рану на руке. Эдди представляется и отдаёт Джастину отобранный у бандитов пистолет, который мог бы послужить уликой для полиции, однако Джастин оставляет его себе. Эдди рассказывает, что приехал посмотреть Макао, а также хотел бы встретиться со своей старой знакомой Кристин Лоренс. Услышав её имя, Джастин приглашает Эдди в свой роскошный дом. Перед отъездом Джастин отходит в сторону, чтобы выслушать доклад своего подручного Сэма (Питер Мамакос) о том, что они успели всё зачистить перед приездом полиции.
Джастин проводит Эдди по своему дому и представляет своей невесте, которой оказывается Кристин. Она рада видеть Эдди, но затем говорит, что уже забыла об их прошлых отношениях и отправляется спать. Мужчины возвращаются в казино, где Джастин знакомит Эдди с пианистом Алланом (Виктор Сен Юнг), после чего Эдди помогает Джастину поймать за руку одного из сотрудников казино, который мошенничает за карточным столом. Задерживаясь в казино по делам, Джастин просит Эдди остаться на ночь в его доме. Ночью Кристин находит Эдди, который «поздравляет» её с предстоящим браком. Когда-то они любили друг друга, но, как оправдывается Кристин, два года назад она была вынуждена уйти от него из опасения за его и за свою жизнь. Она скрывалась и осталась практически без средств существованию, пока не встретила Джастина, который позаботился о ней. Немного смягчившись, Эдди говорит, что у него в Америке также возникли проблемы, в результате чего он был вынужден оттуда бежать, после чего просит Кристин быть осторожней с Джастином, который связан с каким-то опасным нелегальным бизнесом и конфликтует с китайской мафией. Однако Кристин не верит ему и настаивает на том, что Джастин порядочный человек, после чего уговаривает Эдди уйти. Их разговор из-за стены подслушивает незаметно вернувшийся Джастин. На следующее утро за завтраком Джастин, оценив способности Эдди, предлагает ему должность консультанта по безопасности в своём казино, намекая на то, что так ему будет проще его контролировать.
После нескольких недель работы Эдди сближается с пианистом Алланом, который оказывается очень проницательным и сочувствующим человеком. Пианист замечает, что после появления Эдди Кристин совсем перестала бывать в казино, догадавшись, что их связывают романтические отношения. Тем временем Клифф, который продолжает следить за Эдди, телеграфирует Пендлтону, что Кристин выходит замуж за Джастина, что осложняет задачу вывезти её в Америку. Наконец, наступает день рождения Крис, который Джастин решает отметить в казино, даря ей дорогой браслет с бриллиантами. Когда певица исполняет любимую песню Эдди и Кристин, Джастин видит на лице невесты смущение. Позднее тем же вечером Кристин пытается объясниться с Эдди, но он теряет контроль и грубо хватает её за руку, упрекая в зависимости от Джастина, а затем прогоняет её. Некоторое время спустя Эдди задерживает человека с пистолетом, который направляется в офис Джастина. Эдди отдаёт отобранное оружие Джастину, который поясняет, что этот человек шёл к игроку Хон Фаю (Говард Чаман), которому Джастин только что выделил крупную сумму денег в кредит на продолжение игры. Однако несколько минут спустя на улице на Хон Фая нападают, отнимая у него деньги, полученные от Джастина. Эдди понимает, что это был не кредит на игру, а оплата за какой-то нелегальный товар или услугу. Джастин поручает Эдди немедленно отвезти Кристин домой, где между ними возникает краткая стычка из-за Джастина, которая переходит в страстный, продолжительный поцелуй. Кристин рассказывает, что была вынуждена выйти замуж за крупного гангстера Бадди Мэйнарда, который в противном случае угрожал убить Эдди. Затем после того, как самого Мэйнарда убили, она была вынуждена скрываться. После ещё одного страстного поцелуя Эдди возвращается в казино, где выясняется, что Хон Фай умер и нападение на него совершил тот, кто точно знал, что у него была с собой крупная сумма денег. Когда вечером Джастин возвращается домой, он замечает, что Кристин плакала, видимо, после общения с Эдди, и даёт ей понять, что её нелояльность по отношению к нему может ей дорого обойтись. После его ухода Кристин сбегает через чёрный ход к Эдди. Во время разговора с Кристин Эдди признаётся, что его нанял Пендлтон, чтобы доставить её в Америку для заключения сделки о недвижимости, поскольку она является наследницей Мейнарда. Однако Кристин заявляет, что Пендлтон хочет добраться до неё совсем не поэтому. На самом деле, будучи женой Мейнарда, она узнала многое о его делах, в том числе о его преступных сделках с Пендлтоном. Всё это она изложила на бумаге, заверила нотариально и спрятала в своём сейфе. По словам Кристин, в этой бумаге достаточно материала, чтобы засадить Пендлтона на пожизненный срок, и именно ради этой бумаги он хочет до неё добраться. Кристин предлагает им вместе бежать, и Эдди обещает ей найти выход. Однако когда она выходит из дома Эдди, то видит разъярённого Джастина за рулём её машины, который молча отвозит её домой.
На следующее утро Джастин оставляет Кристин записку, что на три-четыре дня уехал в командировку в Гонконг, а по возвращении предлагает серьёзно обсудить их отношения. Кристин звонит Эдди, сообщая, что это их шанс бежать. Проверив, что самолёт Джастина улетел, Эдди направляется в казино, где обращается за помощью к Аллену, который обещает сделать новые паспорта и устроить их на торговый корабль, который завтра отплывает в Австралию. Эдди получает документы в условленном месте, на зная, что Клифф по-прежнему следит за ним. Эдди и Кристин договариваются встретиться на следующий день у него дома, чтобы вместе отправиться в порт. Однако за несколько минут до её приезда в квартире Эдди появляются Джастин и Сэм, явно намереваясь наказать его за роман с Кристин. Буквально вслед за их приходом в квартиру стучат, и все предполагают, что это она. Однако заходит Клифф, который выдаёт себя за друга Эдди, после чего Джастин с Сэмом быстро уходят. Когда они остаются вдвоём, Клифф, узнавший о планах Эдди бежать с Кристин в Австралию, бьёт его. Затем, угрожая оружием, Клифф даёт понять, что он стоит на страже интересов Пендлтона и не даст паре просто так сбежать. Эдди сходу придумывает версию, что совместное бегство было единственной возможностью выманить Кристин из Макао, после чего он намеревался перевезти её в Америку. Эти слова слышит Кристин, которая в этот момент уже подошла к двери квартиры Эдди. Решив, что Эдди обманывает её, Кристин быстро уезжает к Джастину.
Вскоре Кристин выходит за Джастина замуж. На приёме в казино по случаю свадьбы Эдди пытается убедить Кристин, что врал Клиффу по поводу своих планов, однако она ему не верит. Их разговор подслушивает Джастин, за которым в свою очередь следят люди Аллана. Зная всю ситуацию, пианист предупреждает Эдди об опасности того, что тот делает. Когда Эдди возвращается в свой номер, его поджидает Клифф, которому Эдди сообщает, что ситуация изменилась, так как Кристин вышла за Джастина замуж. Тогда Клифф берёт инициативу на себя и с оружием направляется в дом Джастина. Тем временем Джастин угрожает Кристин, что разберётся с Эдди. В этот момент появляется вооружённый Клифф, который заявляет, что собирается увезти Кристин в США, однако подкравшийся сзади Сэм убивает его. В этот момент Кристин, которая всё слышала, успевает выйти через заднюю дверь дома и убежать. Она приезжает к Эдди, сообщая, что Джастин только что убил Клиффа, и убьёт и их, и потому им надо срочно бежать. С помощью Аллана, который оказывается секретным агентом местных спецслужб, они получают два места на торговом судне, которое на следующий день отплывает в Сан-Франциско. По дороге в порт Аллан передаёт Эдди список сообщников Джастина в США для передачи американским властям, после чего наблюдает, как они поднимаются на борт корабля. Однако вскоре после ухода Аллана к кораблю подплывает Джастин с двумя своими людьми, также поднимаясь на корабль, команда которого отпущена на берег до завтрашнего дня. Бандиты начинают охоту за Эдди и Кристин, которым долго удаётся оставаться незамеченными. Но в итоге Сэм настигает их в грузовом отсеке, который наполнен мешками с порохом. Начинается драка, в ходе которой Эдди одерживает верх и выбирается на палубу, где на него набрасывается вооружённый Джастин. Однако Эдди удаётся ввязаться в драку и с ним. После одного из ударов Джастин падает, хватаясь за ручку крана, в результате чего тюки с грузом падают на Сэма, не давая ему подняться. Пока Джастин приходит в себя, Эдди и Кристин спускаются по трапу и бегут по берегу. Сэм тянется за своим пистолетом и стреляет, вызывая этим взрыв пороха на корабле, в результате которого все трое бандитов гибнут.
На следующий день полиция начинает расследование в связи со взрывом, обнаруживая на борту сумочку с документами на имя Кристин. Заключив, что, как и остальные, она погибла во время взрыва, полиция отправляет её документы в США, где полиция находит её сейф, в котором хранятся показания, изобличающие Пендлтона. На их основании гангстера осуждают на пожизненное заключение. Эдди и Кристин плывут на корабле. Эдди заверяет Кристин, что всё у них будет хорошо, и они целуются.

## В ролях
- Тони Кёртис — Эдди
- Джоан Дрю — Кристин
- Лайл Беттгер — Джастин
- Марвин Миллер — Чалмер
- Виктор Сен Юнг — Аллан
- Питер Мамакос — Сэм
- Май Тай Синг — Су Ли
- Говард Чаман — Хон Фай
- Уивер Леви — Танг

## Создатели фильма и исполнители главных ролей
Режиссёр фильма Рудольф Мате начинал свою карьеру как кинооператор таких фильмов немецкого экспрессионизма, как «Страсти Жанны д’Арк» (1928) и «Вампир» (1932), после чего сделал успешную операторскую карьеру в Голливуде, удостоившись в период с 1941 по 1945 год пяти номинацией на «Оскар» за фильмы «Иностранный корреспондент» (1940), «Леди Гамильтон» (1941), «Гордость янки» (1942), «Сахара» (1943) и «Девушка с обложки» (1944). C 1947 года Мате стал работать как режиссёр, поставив, в частности, такие фильмы нуар, как «Тёмное прошлое» (1948), «Мёртв по прибытии» (1949), «Станция Юнион» (1950) и «Второй шанс» (1953).
За свою карьеру Тони Кёртис сыграл 96 картинах, среди них 14 фильмов нуар, среди них «Джонни-стукач» (1949), «Плоть и ярость» (1952), «Пересечь шесть мостов» (1955), «Сладкий запах успеха» (1957), «Это случилось в полночь» (1957) и «Мистер Кори» (1957).
Самыми успешными фильмами Джоан Дрю стали вестерны «Красная река» (1948), «Она носила жёлтую ленту» (1949) и «Погонщик фургона» (1950), а также фильмы нуар «Вся королевская рать» (1949) и «711 Оушен Драйв» (1950).
В эпизодической роли певицы в казино сыграла Мейми Ван Дорен, которую, по словам современного историка кино Майкла Кини, часто называют «Ланой Тёрнер для бедняков» .

## История создания фильма
Рабочее название этого фильма — «Дрейф» (англ. Drifting).
Согласно статье в Daily Variety от мая 1952 года, кинокомпания Universal первоначально планировала поставить на главную роль Шелли Уинтерс.
Как в феврале 1953 года сообщил «Голливуд Репортер», некоторые сцены фильма снимались на натуре в Сан-Диего, Калифорния.

## Оценка фильма критикой
По словам Майкла Кини, «фильм поначалу напоминает римейк „Гильды“, однако затем ускоряется и превращается в посредственный экшн». В целом же, «этот второстепенный нуар интересен только тем, что в нём одну из своих первых главных ролей сыграла будущая звезда Тони Кёртис». Кини выделил игру Марвина Миллера в роли «подручного гангстера, который следит за персонажем Кёртиса», а также Сен Юнга в роли «проницательного пианиста».
Современный историк кино Хэл Эриксон отметил, что картина «несёт следы некоторых более ранних фильмов нуар, где Тони Кёртис примеряет на себя роли, которые ранее играли Алан Лэдд, Дик Пауэлл и Роберт Митчем». По мнению киноведа, «Кёртис очень хорошо показывает себя в роли мелкого преступника, которого один гангстер направляет в Макао на поиски вдовы другого гангстера (Джоан Дрю)». Эриксон также отмечает режиссёрскую работу «бывшего оператора Рудольфа Мате, который, кажется, может найти длинные, нависающие тени» даже в самом невероятном месте.